# 이 바르바라
이 바르바라(李巴巴拉, 1825년 ~ 1839년 5월 27일)는 조선의 천주교 박해 때에 순교한 한국 천주교의 103위 성인 중에 한 사람이다. 세례명은 바르바라(Barbara)이다.
그녀는 서울 청파동의 한 독실한 천주교 집안에서 태어났다. 그녀는 어릴 때 부모를 여의고 독실한 천주교 신자인 두 고모 이영희 막달레나와 이정희 바르바라에게 양육되며 신심을 키워갔다. 그녀가 15세 되던 해에 1839년 기해년의 박해가 일어났고, 4월 11일에 그녀는 두 고모와 함께 체포되었다. 그녀는 포도청과 형조 그리고 다시 포도청을 거치면서, 온갖 혹독한 고문과 유혹에도 굴하지 않고 배교를 거부하며 신앙을 증언하다 5월 27일에 15세의 나이로 굶주림과 목마름, 고문의 상처 그리고 장티푸스로 인해 옥사하여 순교자가 되었다.

## 시복 · 시성
이 바르바라는 1925년 7월 5일에 로마 성 베드로 대성당에서 교황 비오 11세가 집전한 79위 시복식을 통해 복자 품에 올랐고, 1984년 5월 6일에 서울특별시 여의도에서 한국 천주교 창립 200주년을 기념하여 방한한 교황 요한 바오로 2세가 집전한 미사 중 이뤄진 103위 시성식을 통해 성인 품에 올랐다.

## 참고 문헌
- 가톨릭 사전: 이바르바라